# Мур, Генри, 4-й граф Дрохеда
Генри Мур, 4-й граф Дрохеда (англ. Henry Moore, 4th Earl of Drogheda; 7 октября 1700 — 29 мая 1727) — ирландский пэр. Он носил титул учтивости — виконт Мур с 21 мая по 7 июня 1714 года.
Титулы: 4-й граф Дрохеда (Пэрство Ирландии) с 7 июня 1714 года, 6-й виконт Мур из Дрохеды (Пэрство Ирландии) с 7 июня 1714 года и 6-й барон Мур из Меллефонта в графстве Лаут (Пэрство Ирландии) с 7 июня 1714 года.

## Происхождение
Родился 7 октября 1700 года. Старший сын Чарльза Мура, виконта Мура (1676—1714), и его жены, леди Джейн Лофтус, дочери Артура Лофтуса, 3-го виконта Лофтуса (1644—1725). Внук Генри Гамильтона-Мура, 3-го графа Дрохеда (? — 1714).
Чарльз Мур, виконт Мур, скончался 21 мая 1714 года, вскоре после этого 7 июня того же года умер его отец, Генри Гмильтон-Мур, 3-й граф Дрохеда, после чего Генри унаследовал графство и семейные поместья и быстро стал пьяницей.

## Карьера
Отправленный в гран-тур своей опекуншей, вдовствующей графиней Дрохеда, Генри Мур сбежал от своего губернатора в Брюсселе в июне 1717 года. Направляясь в одиночку в Париж, он вернулся домой, когда у него закончились деньги. В 1719 году его бабушка добилась освобождения от ответственности за него от лорда-канцлера Ирландии, написав, что «он превосходит всю молодежь, которая когда-либо была до него, в своих злодеяниях».
С 1722 по 1727 год лорд Дрохеда заседал в Палате общин Великобритании от Кемелфорда. В 1725 году, после смерти своего деда по материнской линии Артура Лофтуса, виконта Лофтуса, он унаследовал поместье Лофтусов Монастеревин.

## Личная жизнь
11 февраля 1720 года Генри Мур он женился на достопочтенной Шарлотте Боскавен (? — 4 апреля 1735), дочери Хью Боскаэна, 1-го виконта Фалмута (ок. 1680—1734), и Шарлотты Годфри. У супругов родилась одна дочь, умершая в младенчестве.
Лорд Дрохеда продолжал тратить огромные суммы на скачки и другие расточительности и умер в Дублине 29 мая 1727 года. Ему наследовал его младший брат Эдвард Мур , которому пришлось продать большую часть поместий Муров в графстве Лаут, чтобы погасить долги Генри на сумму более £. 180 000. После этого семья Мур поселилась в Монастеревине, где позже построили Мур-Эбби.